# Hooidijk (Vasse)
De Hooidijk is een weg die vanuit Vasse in de Nederlandse provincie Overijssel via de buurtschap Hezingen naar het oosten loopt. Het eerste deel loopt redelijk steil omhoog tegen de Braamberg op. Het hoogste punt ligt op ongeveer 76 meter. Vanaf het hoogste punt loopt de weg kaarsrecht in oostelijke richting evenwijdig aan de Duitse grens. De totale lengte van de Hooidijk is ongeveer acht kilometer.
Wielrenners nemen de Hooidijk graag op in hun trainingen. Vanuit Vasse is het hoogteverschil ongeveer veertig meter.